# Teluk Ciletuh
Teluk Ciletuh (indonesiska: Teluk Tjletuh) är en vik i Indonesien.   Den ligger i provinsen Jawa Barat, i den västra delen av landet, 110 km söder om huvudstaden Jakarta.